# Karina Canellakis
Karina Canellakis (New York, 23 augustus 1981) is een Amerikaans dirigent en violist.

## Achtergrond
Karina Canellakis heeft een gemengde Russische en Griekse achtergrond en komt uit een gezin van musici. Haar ouders ontmoetten elkaar als student op de Juilliard School in New York. Haar vader Martin werd dirigent, haar moeder Sheryl pianist. Haar jongere broer Nicholas Canellakis is cellist.
In een interview vertelde ze dat ze voor het eerst een klassiek muziekconcert bijwoonde toen ze drie jaar was. Het werd gedirigeerd door haar vader.

## Loopbaan
Karina Canellakis studeerde in 2004 af als violist aan het Curtis Institute in Philadelphia. Ze speelde in het Chicago Symphony Orchestra. Van 2005 tot 2007 zette ze haar vioolstudie voort aan de 'Orchester-Akademie' van de Berliner Philharmoniker. De dirigent Simon Rattle moedigde haar aan om orkestdirectie te studeren. Van 2011 tot 2013 was ze aan de Juilliard School student van onder anderen Alan Gilbert en Fabio Luisi.
Van 2014 tot 2016 was ze assistent-dirigent van het Dallas Symphony Orchestra. In oktober 2014 viel ze zonder repeteren in voor chef-dirigent Jaap van Zweden bij een uitvoering van de Symfonie nr. 8 van Sjostakovitsj. Ze maakte haar Europese debuut als dirigent in 2015 toen ze op het Styriarte-festival in Graz het Chamber Orchestra of Europe dirigeerde als invaller voor Nikolaus Harnoncourt. In 2016 won ze de Sir Georg Solti Conducting Award. In 2017 dirigeerde ze het BBC Symphony Orchestra bij de Londense Proms en was ze gastdirigent bij het Rundfunk-Sinfonieorchester Berlin (RSB).
In maart 2018 was ze gastdirigent bij het Nederlandse Radio Filharmonisch Orkest (RFO) met concerten in Utrecht en Amsterdam. Als gevolg van deze concerten werd in mei 2018 haar aanstelling aangekondigd tot chef-dirigent van het RFO voor vier jaar met ingang van het seizoen 2019-2020, als opvolger van Markus Stenz. Ze wordt hiermee de eerste vrouwelijke dirigent van een symfonieorkest in Nederland. In december 2018 dirigeerde ze, als eerste vrouw ooit, het Koninklijk Filharmonisch Orkest van Stockholm tijdens het jaarlijkse Nobelprijsconcert. In april 2019 werd ze door het Rundfunk-Sinfonieorchester Berlin benoemd tot eerste gastdirigent ('Erste Gastdirigentin'). Op 12 oktober 2019 was haar inauguratieconcert bij het Radio Filharmonisch Orkest in het Koninklijk Concertgebouw.